# کاسه سنگی
کاسه سنگی یا کاسه سنگ یک روستا در ایران است که در دهستان باقران واقع شده‌است. کاسه سنگی ۱۴۶ نفر جمعیت دارد.
با توجه به قرارگیری این روستا در جنوب شهرستان بیرجند و قرار گیری در منطقه خوش آب و هوا پیشرفت های فراوان داشته است.
هتل کوهستان در روبروی این روستا واقع شده است.